# Ossowski

Herb Ossowski

Herb Ossowski III

Ossowski (Leliwa odmienny, Księżyc odmienny) – kaszubski herb szlachecki, według Przemysława Pragerta odmiana herbu Leliwa lub Księżyc.

## Opis herbu
Opisy z wykorzystaniem klasycznych zasad blazonowania:
Ossowski I (Leliwa odmienny): W polu półksiężyc nad którym pół gwiazdy, ponad którą gwiazda. Sama tarcza.
Ossowski III (Księżyc odmienny): W polu półksiężyc z gwiazdą na każdym rogu. Na tarczy korona, z której bezpośrednio labry. Barwy nieznane.
Przemysław Pragert opisuje także herb Ossowski II, przyjęty przez potomka rodu Ossowskich z Kaszub w Niemczech w 1995 roku.

## Najwcześniejsze wzmianki
Ossowski I znany jest z pieczęci Alberta (Wojciecha) Ossowskiego z 1570 roku. Ossowski III pochodzi z jednej z redakcji herbarza Dachnowskiego z około 1714 roku.

## Herbowni
Ossowski (Osowski, Ossowsky, Wossow, Wossowe, Wossowski, Wussau, Wussow, Wussowen, Wussowski) także z przydomkiem Suchta (Zuchta).
Rodzina ta, oprócz herbu własnego, używała też Leliwy (pieczęć Jerzego z 1570). Ossowscy składający homagium królowi pruskiemu z niewiadomej przyczyny użyli pieczęci z Brochwiczem. Być może do XVIII wieku odmienili swój herb, bądź należeli do odrębnego rodu (np. gałęzi rodu Suchta), albo użyli tzw. pieczęci przyjacielskiej. Według Niesieckiego natomiast, Ossowscy z Pomorza używali herbu Prus.
Istnieli też na Kaszubach inni Ossowscy, herbu Wussow.